# 落合村 (山梨県)
落合村（おちあいむら）は山梨県中巨摩郡にあった村。現在の南アルプス市南端の西部にあたる。

## 地理
- 河川：秋山川、坪川

## 歴史
- 1889年（明治22年）7月1日 - 町村制の施行により、塚原村、湯沢村、秋山村、川上村、落合村の区域をもって発足。
- 1955年（昭和30年）4月1日 - 大井村・五明村・南湖村と合併して甲西町が発足。同日落合村廃止。

## 落合村を描いた作品
日本画家の川﨑小虎（1886年 - 1977年）には落合村の風景を描いた《麦秋（落合村》がある。小虎は1944年に落合村に疎開し、山梨県内の風景を多く描いている。《麦秋（落合村》は1948年の作で、麦の収穫期である初夏の情景で、黄金色に輝く一面の麦畑の風景を描く。遠景の山の麓には集落が見え、手前には農道を行く自転車に乗った人物と、牛が描かれている。